# Grab der Granatäpfel

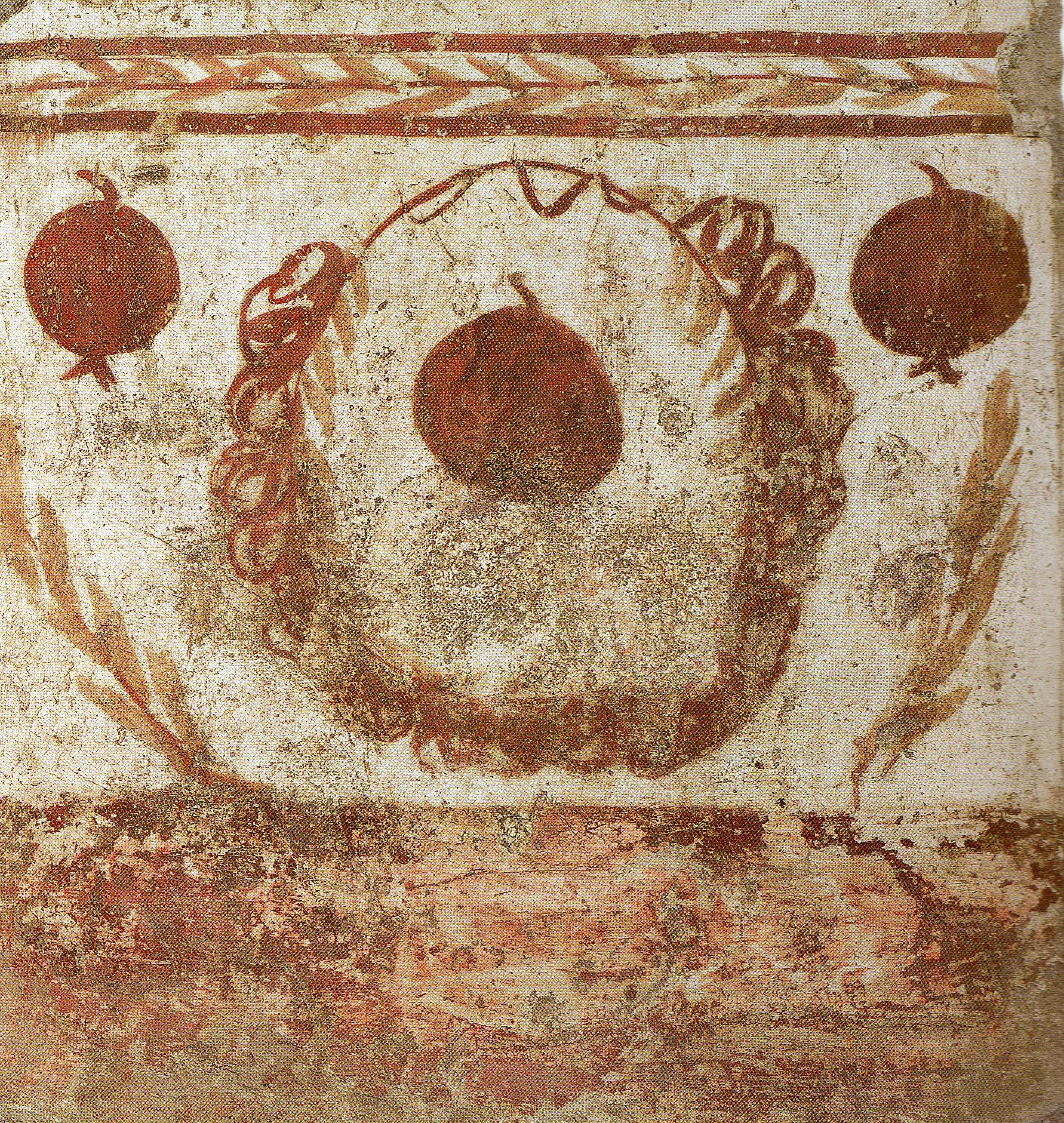
Granatäpfel

Das Grab der Granatäpfel ist wahrscheinlich ein Männergrab aus der Zeit um 360 v. Chr. Seine Überreste wurden 1937 in der Andriulo-Nekropole bei Paestum gefunden und werden im Archäologischen Nationalmuseum in Paestum verwahrt.
Das Grab wurde früher als viele andere paestaner Gräber entdeckt und ausgegraben; die damaligen Befunde wurden nicht dokumentiert, so dass die ursprüngliche Anordnung der Wandplatten nicht bekannt ist. Der Vergleich mit ähnlichen Gräbern, insbesondere mit dem Grab des heimkehrenden Ritters und dem Grab der Hirschjagd, lässt jedoch Vermutungen hinsichtlich der ursprünglichen Position der Platten und der Identität des Bestatteten zu. Wahrscheinlich handelte es sich um einen jungen Ritter.

## Malereien
Die vier Wände der Grabkammer sind rechteckig, so dass die Kammer kein Giebeldach, sondern eine einfache Deckplatte getragen haben muss. Die Platten an den Schmalseiten messen 91 × 91 cm, die an den Längsseiten 93 × 221 cm. Ungefähr das untere Viertel aller vier Platten ist dunkelrotbraun bemalt; auf diesem Untergrund bewegen sich die figürlichen Darstellungen. Den oberen Abschluss bildet ein Zweigmotiv zwischen zwei roten Linien.

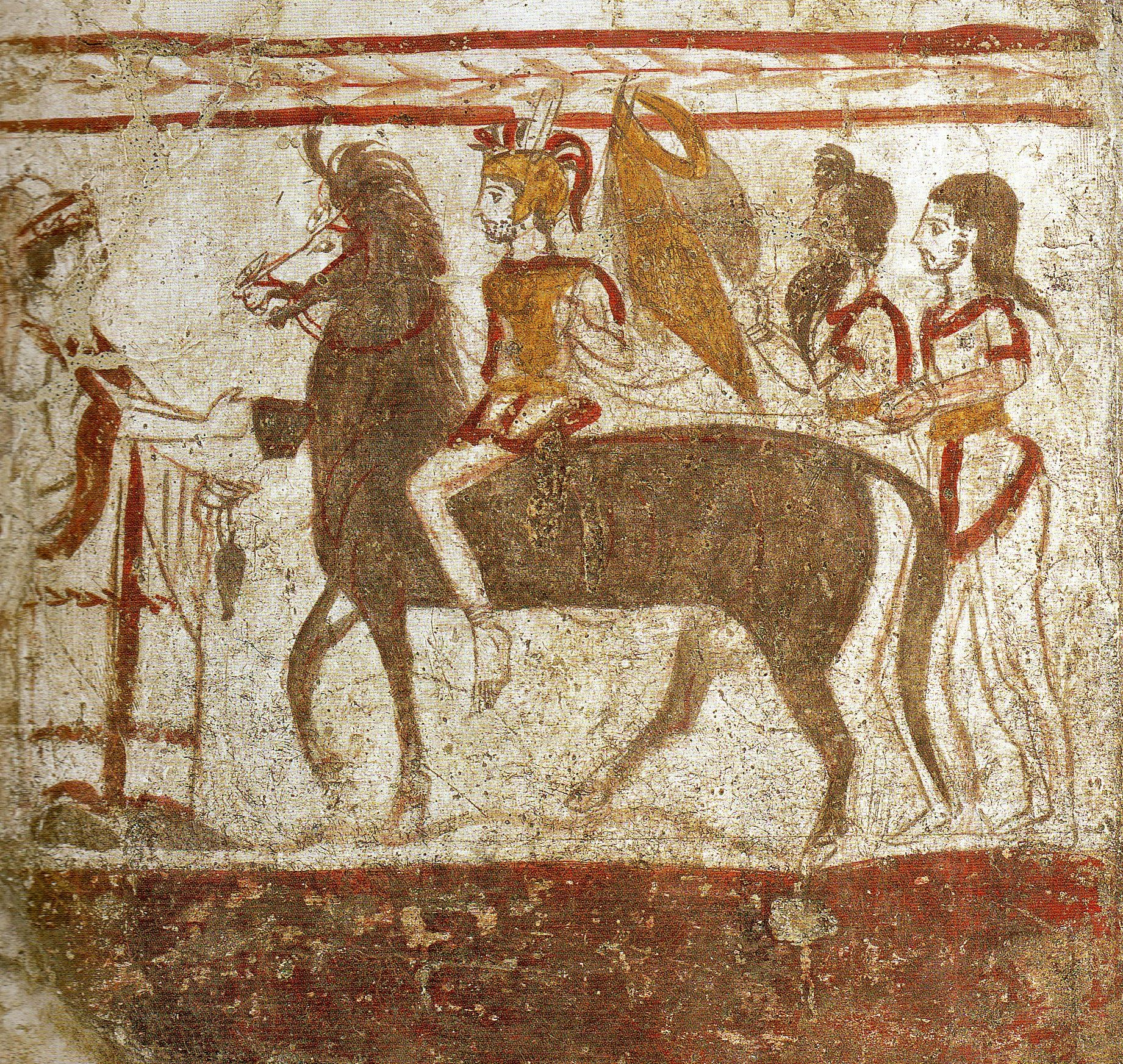
Der heimkehrende Ritter

Die Platte der vermutlich östlichen Schmalseite der Grabkammer weist das Motiv des heimkehrenden Ritters auf. Dieser reitet auf einem ungesattelten, braunen, nach links schreitenden Pferd mit Laterne, dessen rote Zügel er mit der rechten Hand führt. Er ist barfuß, trägt aber Helm und Panzer sowie an einer Art Fahnenstange, die über seiner Schulter liegt, einen Gürtel und einen Panzer, die wohl als Beutestücke anzusehen sind. An zwei Seilen führt er zwei an den Händen gefesselte Gefangene hinter sich her, einen langbärtigen Mann mit wirrem Haupthaar und einen zweiten, dessen Bart offenbar gestutzt ist. Empfangen wird der Ritter von einer Frauenfigur im langen, rotbordierten Gewand, die ihm mit der rechten Hand ein Trinkgefäß entgegenstreckt. Die Gewänder aller dargestellten Personen sind mit schmalen dunklen Umrisslinien und breiten dunkelroten Pinselstrichen ausgeführt. Auch die Köpfe und Gliedmaßen der Menschen sind nur durch Umrisslinien bezeichnet, aber nicht, wie bei jüngeren Gräbern, durch eine dunklere Hautfarbe vom Hintergrund abgehoben. 
Nach dem Gemälde auf der anderen Schmalseite, das drei übergroße Granatäpfel mit Zweigen und einem Kranz zeigt, ist das Grab benannt worden.

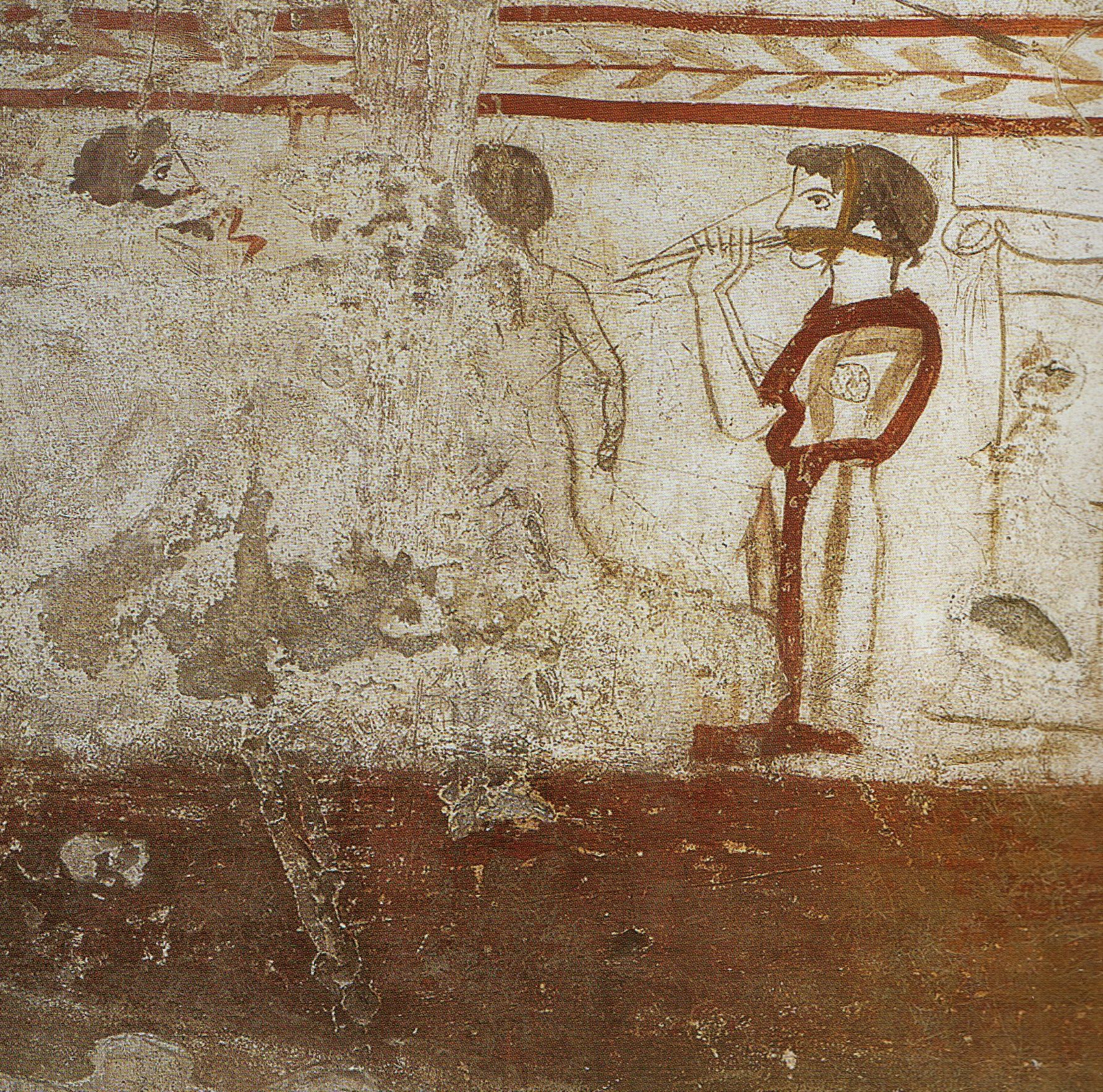
Kampfszene und Flötenspieler (Detail)

Auf den Platten der Längsseiten sind offenbar Szenen der Leichenspiele zu sehen. Die eine Platte zeigt eine Szene aus einem Wagenrennen; zwei Zweispänner folgen einander in einer Szenerie aus Pflanzen rechts und links, einer Säule in der Mitte und hängenden Girlanden. Die zweite Platte weist ebenfalls eine Gliederung durch eine Säule auf. Im linken Drittel des Bildes, links von der Säule, erkennt man noch teilweise zwei boxende Männer und einen Musiker, der diesen zugewandt die Flöte spielt. Rechts der Säule kämpfen zwei nackte, aber mit Helmen, Schilden und Beinschienen gerüstete Männer mit Waffen gegeneinander. Ein dritter, in langem Gewand am rechten Rand der Szene stehend, hält in der rechten Hand einen Kranz hoch. Hinter ihm wird der Rest der Platte durch einen Baum ausgefüllt. 
Die Malereien des Grabs der Granatäpfel weisen zum Teil doppelte Konturen auf, was auf Korrekturen nach der ersten Skizzierung der Szenen schließen lässt. 

## Ausstellung
Die Grabplatten des Grabs der Granatäpfel wurden 2007 im Rahmen einer Ausstellung im Bucerius Kunst Forum und 2008 im Martin-Gropius-Bau in Berlin gezeigt. Sie wurden anlässlich dieser Ausstellung zur Grabform zusammengefügt und damit in der vermuteten ursprünglichen Anordnung präsentiert. Im Museum in Paestum können die Platten wegen ihres großen Gewichtes nur einzeln gezeigt werden.